# Earl Stonham
Earl Stonham est un village et une paroisse civile du Suffolk, en Angleterre.